# Oskar et Lily
Pour plus de détails, voir Fiche technique et Distribution.
Oskar et Lily (Ein bisschen bleiben wir noch) est un film autrichien réalisé par Arash T. Riahi, sorti en 2020.

## Synopsis
Oskar et Lily sont deux enfants tchétchènes vivant en Autriche avec leur mère. Devant l'imminence de leur expulsion, celle-ci tente une manœuvre désespérée et les deux enfants sont placés en famille d'accueil.

## Fiche technique
- Titre : Oskar et Lily
- Titre original : Ein bisschen bleiben wir noch
- Réalisation : Arash T. Riahi
- Scénario : Arash T. Riahi d'après le roman de Monika Helfer
- Musique : Karwan Marouf
- Photographie : Enzo Brandner
- Montage : Stephan Bechinger et Julia Drack
- Production : Veit Heiduschka et Michael Katz
- Société de production : Wega Film
- Société de distribution : Les Films du Losange (France)
- Pays :  Autriche
- Genre : Drame
- Durée : 102 minutes
- Dates de sortie : 
  -  France : 4 mars 2020

## Distribution
- Rosa Zant : Lilli
- Leopold Pallua : Oskar
- Anna Fenderl : Betty
- Simone Fuith : Rut
- Viktor Krüger : l'officier de police
- Ines Miro : la mère
- Christine Ostermayer : Erika
- Alice Marie Schneider : la mère de Betty
- Rainer Wöss : Georg

## Accueil
- Première: [1]